# Arres
Arres ist eine katalanische Gemeinde in der Provinz Lleida im Nordosten Spaniens. Sie liegt etwa neun Kilometer nordwestlich von Vielha, der Hauptstadt der Comarca Val d’Aran.

## Bevölkerungsentwicklung
| 1900 | 1930 | 1950 | 1970 | 1981 | 1986 | 2010 |
| ---- | ---- | ---- | ---- | ---- | ---- | ---- |
| 101  | 212  | 129  | 61   | 53   | 49   | 63   |